# Ulrich Kleemann (Geologe)

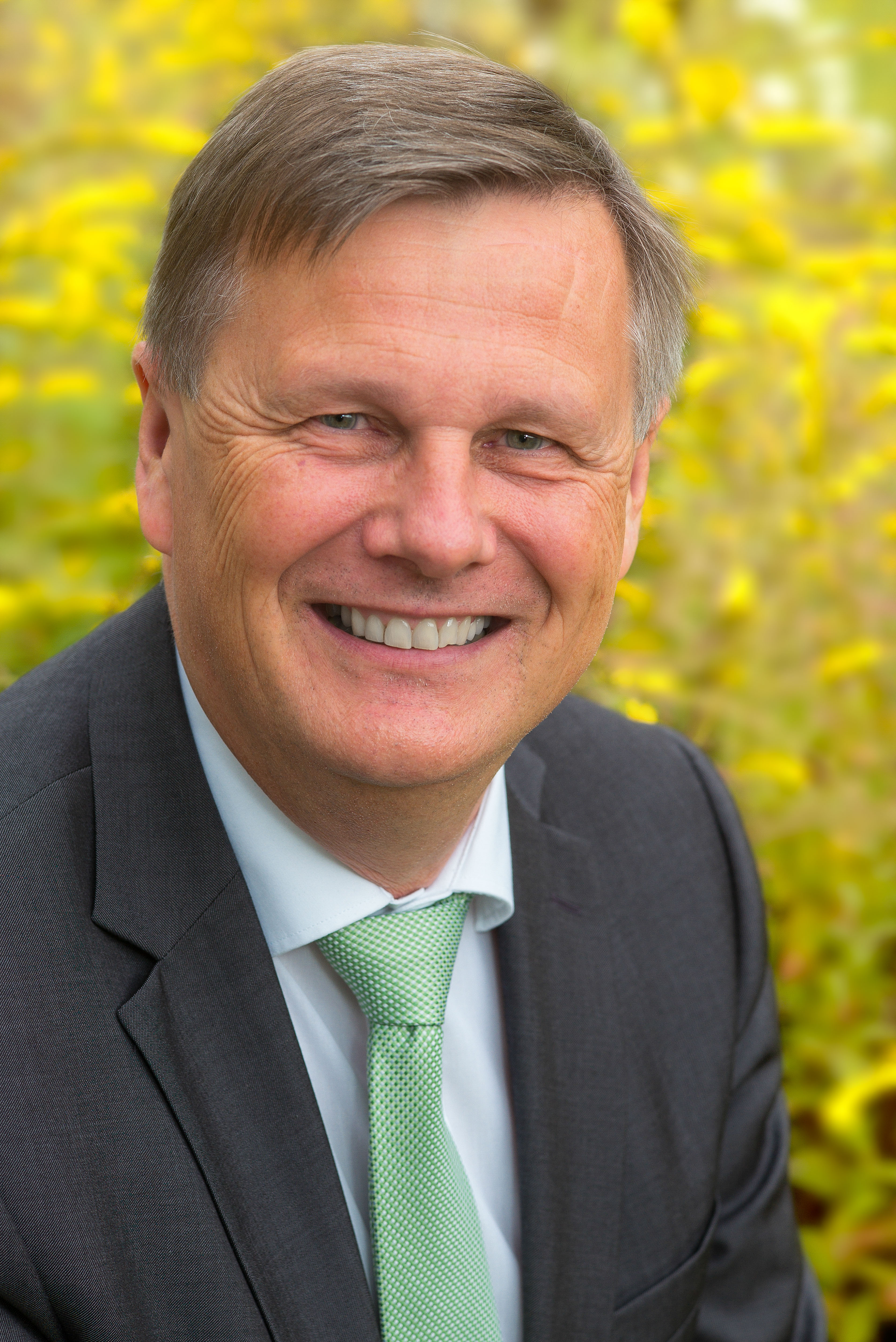
Ulrich Kleemann

Ulrich Kleemann (* 4. Juni 1955 in Hagen) ist ein deutscher Politiker (Bündnis 90/Die Grünen) und Geologe. Er war vom 1. Januar 2021 bis Dezember 2021 Staatssekretär im Ministerium für Umwelt, Energie, Ernährung und Forsten Rheinland-Pfalz.

## Leben
Kleemann wuchs in Wetter auf und schloss im Juni 1974 seine Schulausbildung am Städtischen Gymnasium mit dem Abitur ab. Nach einer kaufmännischen Ausbildung absolvierte Kleemann ein Studium der Geologie an der Ruhr-Universität Bochum, wo er 1991 promovierte. Nach dem Wechsel in das Consultingunternehmen Deutsche Projekt Union (DPU) Essen führte er als leitender Geologe u. a. eine flächendeckende Standortsuche für eine Sondermülldeponie in Rheinland-Pfalz durch. Als Hauptamtlicher Erster Kreisbeigeordneter war Kleemann für eine Amtszeit von 10 Jahren beim Landkreis Neuwied zuständiger Dezernent für Umwelt, Abfall, Gesundheit und Verbraucherschutz. Von 2004 bis April 2010 leitete er den Fachbereich „Sicherheit nuklearer Entsorgung“ (SE) im Bundesamt für Strahlenschutz (BfS). Von Mai 2010 bis September 2012 beriet Kleemann die Bundestagsfraktion Bündnis 90/Die Grünen im Parlamentarischen Untersuchungsausschuss Gorleben und war von April 2014 bis Juli 2016 Mitglied der Kommission Lagerung hochradioaktiver Abfallstoffe. Von Oktober 2012 bis Dezember 2020 leitete Kleemann als Präsident die Struktur- und Genehmigungsdirektion Nord in Koblenz. Seit Januar 2021 ist Kleemann Staatssekretär im Ministerium für Umwelt, Energie, Ernährung und Forsten Rheinland-Pfalz.

## Politik
Kleemann ist seit April 1984 Mitglied bei Bündnis 90/Die Grünen. Bis 1993 war er im Kreisverband Hagen aktiv und dort mehrere Jahre Sprecher des Kreisverbandes. Kleemann wurde im Juni 1993 von einer Ampelkoalition zum Ersten Kreisbeigeordneten des Landkreises Neuwied gewählt. Er setzte dort ein stoffstromspezifisches Abfallkonzept mit mechanisch-biologischer Restabfallbehandlung (MBA Linkenbach) gegen Widerstände von CDU und FWG durch und sicherte dieses durch langfristige Verträge mit Nachbarkreisen ab. Dieses Konzept wird inzwischen von allen Fraktionen im Kreistag getragen und weitergeführt. Bei den Planungen der DB AG für die ICE-Neubaustrecke Köln-Rhein/Main handelte Kleemann für den Kreis Kompensationszahlungen von mehreren Millionen aus, nachdem 2 Deponien von der Planung betroffen waren. Bei der Untertunnelung der Deponie Fernthal wurde auf sein Betreiben ein weltweit einzigartiges Konzept entwickelt, das mit dem Tunnelvortrieb eine Sanierung der Grundwasserkontamination ermöglichte. Nach 10-jähriger Amtszeit wurde Kleemann von einer Kreistagsmehrheit von CDU, FWG und FDP nicht wieder gewählt.
Seit 1. Januar 2021 ist Kleemann Staatssekretär im Ministerium für Umwelt, Energie, Ernährung und Forsten Rheinland-Pfalz.

## Struktur- und Genehmigungsdirektion Nord
Am 1. Oktober 2012 wurde er durch Ministerpräsident Kurt Beck zum Präsidenten der Struktur- und Genehmigungsdirektion Nord in Koblenz ernannt. Als Obere Landesbehörde des Landes Rheinland-Pfalz bündelt die SGD Nord Aufgaben der Wasser- und Abfallwirtschaft, des Boden- und Naturschutzes, der Raumordnung und Landesplanung sowie des Bauwesens auf dem Gebiet der früheren Regierungsbezirke Koblenz und Trier. Kleemann setzte sich für eine dienstleistungsorientierte Verwaltung und schnelle rechtssichere Genehmigungsverfahren ein. So konnte in Rekordzeit das  Raumordnungsverfahren für das Regionale Verbundsystem Westeifel der Kommunale Netze Eifel AÖR (KNE), ein bedeutendes Projekt zur Umsetzung der Energiewende, abgeschlossen werden. Er initiierte zudem einen Ideenwettbewerb und war Mitglied des Preisgerichtes zur  Neugestaltung des Loreley Plateaus, das sich derzeit in der Bauphase befindet. Er legte dieses Amt im Zuge seiner Ernennung zum Staatssekretär nieder. Ihm folgte Uwe Hüser nach, der bereits sein Vorgänger war.

## Geologie
Von 1985 und 1992 arbeitete Kleemann als wissenschaftlicher Mitarbeiter im Kontinentalen Tiefbohrprogramm der Bundesrepublik Deutschland in der Oberpfalz mit. Er untersuchte insbesondere die kristallinen Randgesteine der Zone von Erbendorf-Vohenstrauß mit petrologischen und strukturgeologischen Methoden. Anhand von Druck-Temperatur-Zeit-Deformations-Pfaden konnten so unterschiedliche Einheiten unterschieden werden, die für das regionalgeologische Verständnis des Bohrprofils von Bedeutung waren. Bedeutende Publikationen beschäftigten sich zudem mit dem Granulitgebirge in Sachsen und einer Überarbeitung des Granat-Biotit-Thermometers.

## Endlagerung radioaktiver Abfälle
Während seiner Tätigkeit als Fachbereichsleiter Sicherheit der nuklearen Entsorgung beim Bundesamt für Strahlenschutz von 2004 bis 2010 setzte sich Kleemann konsequent für ein Standortauswahlverfahren zur Findung eines Endlagerstandortes für hochradioaktive Abfälle ein. Er wirkte an der Erarbeitung eines Konzeptes zur Standortauswahl für den damaligen Bundesumweltminister Sigmar Gabriel mit, das allerdings 2006 keine Mehrheit in der Großen Koalition fand. Der 2005 vom Bundesamt für Strahlenschutz veröffentlichte Synthesebericht zu den konzeptionellen und sicherheitstechnischen Einzelfragen der Endlagerung wurde unter seiner Verantwortung nach streng wissenschaftlichen Kriterien in einem politisch sensiblen Spannungsfeld erstellt. Kleemann leitete u. a. die Expertengruppe Schweizer Tiefenlager (ESchT) und die Arbeitsgruppe Optionenvergleich Asse, die maßgeblich an der Aufdeckung der Missstände beim ehemaligen Forschungsbergwerk Asse im Jahr 2008 war. Nach dem Betreiberwechsel der Asse zum BfS am 1. Januar 2009 wechselte Kleemann für ein Jahr als Technischer Geschäftsführer zur Asse GmbH. In seiner Zeit wurden die Anpassung der Asse an die Strahlenschutzverordnung, Maßnahmen zur Stabilisierung des Grubengebäudes, die Erarbeitung eines Notfallkonzeptes und der Optionenvergleich zur Stilllegung des Endlagerbergwerkes eingeleitet und vorangetrieben.
Kleemann verließ das Bundesamt für Strahlenschutz im April 2010 auf eigenen Wunsch, nachdem die damalige schwarz-gelbe Bundesregierung die Laufzeitverlängerung für Kernkraftwerke und die Fortführung der Erkundung des Bergwerks Gorleben beschlossen hatte. Zwischen Mai 2010 und September 2012 beriet Kleemann die Bundestagsfraktion Bündnis 90/Die Grünen im Gorleben-Untersuchungsausschuss und sagte dort als Zeuge aus. Er erstellte 2011 als selbständiger Geologe im Auftrag der Rechtshilfe Gorleben eine vielbeachtete Expertise zum Standort Gorleben. Darin kommt er nach umfangreichem Literaturstudium zu dem Ergebnis, dass der Salzstock Gorleben in einem ergebnisoffenen Auswahlverfahren schon in einer frühen Phase ausscheiden muss. Von 2014 bis 2016 war Kleemann einer von 8 Wissenschaftlern in der Kommission Lagerung hochradioaktiver Abfälle durch den Deutschen Bundestag, die im Juli 2016 ihren Abschlussbericht vorlegte.